# 亞拉岡的伊莎貝爾 (1247年)
亞拉岡的伊莎貝爾（西班牙語：Isabel de Aragón，1247年—1271年1月28日），法蘭西王后，腓力三世的第一任妻子，亞拉岡國王海梅一世的女兒。

## 家庭
伊莎貝爾和腓力三世於1262年結婚，兩人共有三個兒子：
1. 路易（1264年—1276年），早逝
2. 腓力四世（1268年—1314年）
3. 查理（1270年—1325年）